# راي زين
راي زين (بالإنجليزية: Ray Zinn)‏ هو مخترِع أمريكي، ولد في 24 سبتمبر 1937 في إل سنترو في الولايات المتحدة.